# John Jeffrey (botànic)
John Jeffrey (14 de novembre de 1826 - 1854) va ser un botànic escocès que va recollir plantes als Estats Units.

## Biografia
Jeffrey nasqué a Forneth, Parròquia de Clunie, a l'oest de Blairgowrie i Rattray a l'est de Perthshire, Escòcia. Mentre treballava de jardiner al Reial Jardí Botànic d'Edimburg, va ser nomenat per un grup escocès de nom Associació d'Oregon (fundat el 1849) per a viatjar a Amèrica del Nord. Allí va recollir llavors i va continuar la tasca del botànic David Douglas (1799-1834).
Jeffrey arribà a la badia de Hudson l'agost de 1850 i va recórrer més de 1.930 km per terra fins a arribar al riu Columbia. Després passà a Washington, Oregon i Califòrnia. L'any 1854 va desaparéixer cap al Desert de Colorado. Mai es va aconseguir trobar-lo.

## Honors

### Eponímia
- (Pinaceae) Pinus jeffreyi Balf.,[1] que va descobrir prop del Mont Shasta de Califòrnia el 1852

- (Pinaceae) Tsugo-piceo-tsuga × jeffreyi (Henry) Van Campo & Gaussen[2]

- (Scrophulariaceae ) Penstemon jeffreyanus A.Murr.[3]